# Wasaburo Otake
Wasaburo Otake (em japonês: 大武和三郎, Otake Wasaburo; 1871 -1944) foi um diplomata e lexicógrafo japonês. É considerado por muitos como o primeiro japonês a chegar ao Brasil, antes mesmo da primeira leva de japoneses que chegaria ao país no início do século 20. De família aristocrata no Japão, o jovem de 17 anos é convidado pelo neto do imperador D. Pedro II, Príncipe Augusto Leopoldo, a acompanha-lo em sua viagem de volta ao Brasil. Tinha algum conhecimento do francês e inglês, foi portanto designado para ser o tradutor da comitiva brasileira que se comunicava com os japoneses através da língua britânica.
No meio da viagem no entanto, em 1889, foi proclamada a República no Brasil, e o até então Príncipe Augusto teve que desembarcar no Ceilão (Sri Lanka) deixando Otake sem sua proteção real.
Chegando ao Brasil, com a ajuda do contra-almirante Custódio de Melo, comandante do navio que o trouxe, ingressa na Escola Naval da época. No meio da adaptação a cultura nova e ao novo país, Otake quis se envolver na Revolta da Armada que era um contragolpe ao novo presidente Floriano Peixoto. Melo que o ajudou na chegada ao Brasil foi um dos líderes desse movimento. Aconselhado pelos próprios companheiros por ser estrangeiro, desistiu da aventura.
Desliga-se da Escola Naval e logo em seguida é chamado pelo Governo do Japão para lutar na Guerra Sino-Japonesa a qual não participa por não chegar a tempo.
Já no Japão, Wasaburo se torna funcionário da primeira embaixada brasileira no Japão. Ajudou inclusive na papelada dos novos imigrantes japoneses que chegariam em 1908 no Kasato Maru pelo porto de Santos.
Wasaburo declarou sua lealdade ao Brasil mesmo antes da II Guerra Mundial acabar e eventualmente, o ano de sua morte, 1944.

## Dicionário Português-Japonês-Português
Foi autor do primeiro dicionário bilíngue português-japonês-português de que se tem notícia. Após 30 anos de pesquisa é lançado em 1918 e era popularmente usado por imigrantes lavradores que chegavam do Japão.
Em uma das edições do dicionário, seu filho descreve suas últimas palavras: “Casualmente, no dia anterior à sua morte, jurou lealdade ao Brasil”.